# UTC+13
UTC+13 er en tidszone som er 13 timer foran standardtiden UTC.
UTC+13 bruges året rundt af:
- Dele af Kiribati (Phoenixøerne)
- Tokelau (hører under New Zealand)
- Tonga

UTC+13 bruges som standardtid på den sydlige halvkugle af:
- Samoa. Samoa bruger UTC+14 som sommertid.

UTC+13 bruges som sommertid på den sydlige halvkugle af:
- Fiji. Fiji bruger UTC+12 som standardtid.
- New Zealand (med undtagelse af Chatham Øerne som bruger UTC+12:45). New Zealand bruger UTC+12 som standardtid.